# Партия свободы Марематлу
Партия свободы Марематлу (ПСМ) (англ. Marematlou Freedom Party) — монархическая партия в Лесото.

## История
Партия была создана в декабре 1962 года в результате слияния «Партии свободы» Б. М. Кхакетлы и «Партии Марема-Тлу» С. С. Матете. Их лидером стал сперва вождь Матете, а затем его заместитель Беннетт Макало Кхакетла, а генеральным секретарём — доктор Сет П. Макотоко, ориентировавшийся на Африканский национальный конгресс (АНК) в Южной Африке.
Партия получила поддержку ведущих вождей. К тому же, вскоре после её образования несколько членов «Партии Конгресса Басутоленда» (ПКБ) перешли на сторону ПСМ — не в последнюю очередь из-за того, что незадолго до того лидер ПКБ Нтсу Мокхеле обвинил АНК, особенно Джо Мэттьюса, и «коммунистические элементы» в попытке «диктовать свою волю» ПКБ, это заявление вызвало критику Мокхеле за авторитаризм и выход из ПКБ ориентированного на АНК крыла во главе с коммунистом Робертом Матжи.

### Споры вокруг Конституции 1966 года
ПКБ стремилась убедить и короля, и ПСМ вступить в альянс против правительства «Национальной партии басуто» (НПБ). Кампании по дестабилизации НПБ со стороны короля, ПКБ и ПСМ начались в июне 1966 года, как раз перед Конференцией по независимости, которая была запланирована на этот месяц в Лондоне. Эта кампаниа включала в себя проведение больших собрании, на которых обычно осуждали Конституцию за лишение монарха права голоса в правительстве. Мошвешве II в этой кампании играл центральную роль. Это, без сомнения, было рискованным шагом, потому что монарх по конституции был обязан либо поддержать свое правительство, либо, по крайней мере, не разглашать разногласия с ним. Делая публичные заявления, которые выступали против своего правительства по таким важным национальным вопросам, как Конституция, король, несомненно, нарушал данный принцип.
Маловероятно, что участвовавший в этих действиях, Мошвешве II не осознавал связанных с этим рисков и не был убежден в истинных намерениях ПКБ. Но, вероятно, его утешали две перспективы: во-первых, скорее всего король был убежден, что его свержение невозможно, поскольку это не было предусмотрено Конституцией. Во-вторых, кажется также, что монарх думал, что эта кампания поможет монархии занять центральное место в политике страны. Король, возможно, думал, что таким образом он вернет политические инициативы, которые он потерял в 1950-х годах.
«Национальная партия басуто» (НПБ) утверждало, что массовая встреча, которая была назначена на 27 декабря 1966 года использовались его оппонентами в качестве стартовой площадки для захвата правительства. Для подавления деятельности оппозиции, правительство приняло жесткие: были запрещены митинги и демонстрации, арестованы оппозиционные лидеры. Король, был помещен под домашний арест, а также Мошвешве II подписал документ, уполномочивающим правительство считать его отрекшимся от престола, если он снова будет вмешиваться в политику. Таким образом, король впервые подвергся публичному унижению со стороны правительства. Итак, Мошвешве II обязался «не созывать публичные собрания и не выступать ни на одном из них, кроме тех, которые организованы по совету правительства, ответственного перед нацией за действия государя». Одним словом, отныне король выполнял роль конституционного монарха, закрепленную за ним по Конституции. Любое отклонение автоматически привело бы к его отречению. Действия монарха отныне находилось под полным контролем правительства. После церемонии подписания соглашения между королем и кабинетом министров, правительство выступило с заявлением, в котором указывалось, что документ представляет собой средство спасения монархии. В пресс-релизе монарх обвинялся «в том, что он всегда действовал вопреки советам своих министров и большинства основных руководителей своей страны. Принятое решение... позволит должным образом применять положения Конституции и избегать возобновление подобных мероприятий».
Когда бывший лидер «Партии Марема-Тлу» Сиифиифе Матете был заменен на посту президента Сетом Макотоко, он вместе со своими сторонниками покинул ее ряды и начал восстановить структуру «Партии Марема-Тлу» в качестве отдельной партии. Оба участвовали в всеобщих выборах 1965 года, при этом ПСМ получила четыре места с 16,5% голосов, а «Партия Марема-Тлу» набрала 2,2% голосов и не получила ни одного места.

### Переворот 1970 года
На всеобщих выборах 1970 года победу одержала оппозиционная «Партия Конгресса Басутоленда». Однако, премьер-министр Леабуа Джонатан осуществил военный переворот и отменил итоги выборов. На этих выборах доля голосов ПСМ упала до 7%, в результате чего их представители в парламенте сократились до одного места.
После военного переворота 15 января 1986 года деятельность всех партий была запрещена. Однако Б. М. Кхакетла получил министерский пост от Военного совета.

### Эпоха «либерализации» режима
Когда в 1990-х годах была восстановлена многопартийная демократия, «Партия свободы Марематлу» (ПСМ) участвовала в выборах 1993 года, получив 1,4% голосов и не сумев получить место в законодательном органе. На выборах 1998 года партия получила лишь 1,3% голосов. Несмотря на то, что на выборах 2002 года ее доля голосов упала до 1,2%, партия получила место благодаря новой пропорциональной избирательной системе. Партия сохранила единственное место в парламенте, участвуя на выборах 2007, 2012 и 2015 годов. С этого момента ПСМ поддерживала коалиционное правительство во главе с «Конвенцией всех басуто».
ПСМ сохранил свой мандат на выборах 2015 года. С тех пор ПСМ принадлежала к коалиции, возглавляемой «Демократическим конгрессом» (ДК). На выборах 2017 года ПСМ удалось удержать свое место.